# Qinhuai
Qinhuai (chinesisch 秦淮区, Pinyin Qínhuái Qū) ist ein chinesischer Stadtbezirk der Unterprovinzstadt Nanjing in der Provinz Jiangsu. Er hat eine Fläche von 49,15 km² und zählt 1.007.916 Einwohner (Stand: Zensus 2010). Er ging aus dem ehemaligen Stadtbezirk Qinhuai hervor, der im Februar 2013 mit dem ehemaligen Stadtbezirk Baixia zum neuen Stadtbezirk Qinhuai vereinigt wurde.